# نادي الاتحاد الأحفيري
الاتحاد الرياضي الأحفيري أو اتحاد أحفير هو نادي كرة قدم مغربي من مدينة أحفير.